# Korceak, Jîtomîr
Korceak (în ucraineană Корчак) este localitatea de reședință a comunei Korceak din raionul Jîtomîr, regiunea Jîtomîr, Ucraina.

## Demografie
Componența lingvistică a localității Korceak
     Ucraineană (98,52%)
     Rusă (1,27%)
Conform recensământului din 2001, majoritatea populației localității Korceak era vorbitoare de ucraineană (98,52%), existând în minoritate și vorbitori de rusă (1,27%).